# Thézillieu
Thézillieu är en kommun i departementet Ain i regionen Auvergne-Rhône-Alpes i östra Frankrike. Kommunen ligger i kantonen Hauteville-Lompnes som ligger i arrondissementet Belley. Kommunens areal är 26,25 km². År 2018 hade Thézillieu 288 invånare.

## Befolkningsutveckling
Antalet invånare i kommunen Thézillieu
Referens: INSEE